# Stinchcombe
Stinchcombe è un villaggio e parrocchia civile dell'Inghilterra, appartenente alla contea del Gloucestershire.